# Ponderosa Park
Ponderosa Park é uma Região censo-designada localizada no estado americano de Colorado, no Condado de Elbert.

## Demografia
Segundo o censo americano de 2000, a sua população era de 3112 habitantes.

## Geografia
De acordo com o United States Census Bureau tem uma área de
38,3 km², dos quais 38,3 km² cobertos por terra e 0,0 km² cobertos por água. Ponderosa Park localiza-se a aproximadamente 1961 m acima do nível do mar.

## Localidades na vizinhança
O diagrama seguinte representa as localidades num raio de 24 km ao redor de Ponderosa Park.